# Jinete

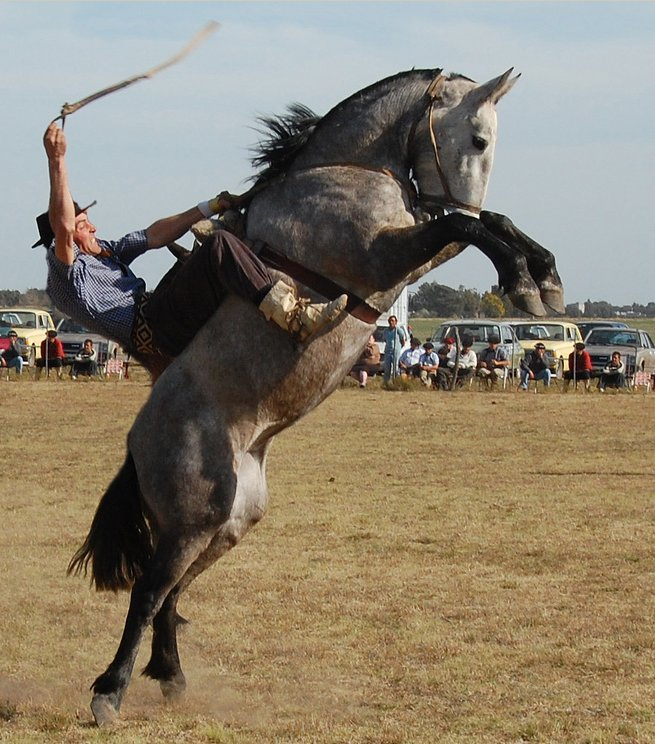
Jinete gaucho en plena exhibición.

Un jinete (del árabe zanáti, en alusión a la tribu bereber Zenata), charro, cabalgador, caballista o amazona en femenino, designa a la persona que monta un caballo o a la persona diestra en equitación, máxime si esto se relaciona con sus labores más frecuentes (arrieros, domadores, etc.).

## Etimología y difusión
Aunque la explicación de la base etimológica a partir de la palabra “zenetha” exige su propio artículo de índole histórica, corresponde aquí decir que los “zenetha” o zenetas o zanatas eran una “tribu” de bereberes que durante la Edad Media rivalizaron con otra no menos importante, la de los zeneguíes.
Los zenethas al parecer se configuraron como etnia en el Sahara Occidental y en la margen norte del río Senegal, especialmente tras la invasión árabe. Tal invasión les habría forzado —entre otras cuestiones— a adoptar como parte de su táctica el uso con gran destreza primero de los dromedarios y camellos, a partir de su experiencia con el tipo de caballo árabe ágil y ligero. La evolución de estos jinetes fue importante en el Magreb y, a partir del siglo VIII, en la España medieval dominada por los árabes.
En el mundo hispanoparlante, jinete es sinónimo de gaucho, huaso, llanero, vaquero o charro.

## Montura lateral femenina

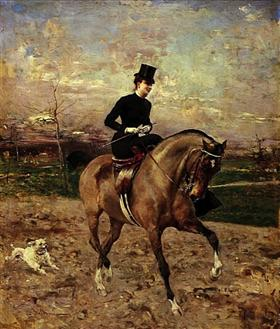
Amazona con perrito, Giovanni Boldini

En Occidente, desde al menos inicios de la Edad Media las mujeres montaban "a la amazona", o "a la mujeriega", sentadas de lado con las piernas juntas, ya que montar a horcajadas o "a la jineta" se consideraba indecoroso, perjudicial para la fertilidad femenina y tampoco la indumentaria, con largos y pesados vestidos, lo facilitaba. En el siglo XIII surgió la jamuga, una silla con respaldo, brazos y reposapies para mejorar la comodidad de la dama, pero esta seguía sentada de lado, lo que se volvía incómodo en trayectos largos, y, lo principal, no podía controlar su montura, necesitando la constante ayuda de un palafrenero que guiaba su caballo, burro o mula. Era una equitación pasiva debido a una posición que impedía ejercer ninguna acción sobre la montura.
Pero en el Renacimiento las damas quieren participar más activamente en las cacerías, "tomar las riendas". Algunas damas intrépidas incluso se atrevieron a montar a horcajadas durante la caza, como la misma Diana de Poitiers, a pesar de las fuertes críticas. Catalina de Médici fue la introductora de una silla mejorada para no perderse las jornadas de caza con su esposo Enrique II, la silla de corneta fija. La posición de la amazona cambia por completo, la corneta evita que la dama resbale hacia la izquierda, la pierna izquierda se gira hacia el eje del cuello del caballo, sostenida por un fino estribo, y así los hombros y caderas de la mujer se orientan en dirección a la marcha. Con la mejorada posición, la amazona toma las riendas pudiendo dirigir los movimientos de la montura, ganando gracia y solidez, siendo posible no solo pasear a caballo, si no cazar activamente o incluso galopar conjugando feminidad y deportividad.

## En la literatura
De entre los innumerables ejemplos, pueden escogerse por su popularidad: el jinete sin cabeza de La leyenda de Sleepy Hollow de Washington Irving, Los cuatro jinetes del Apocalipsis, novela de Vicente Blasco Ibáñez, los Jinetes negros de la trilogía El Señor de los Anillos de J. R. R. Tolkien o el poema "Canción del jinete" de Federico García Lorca.